# Obelus despreauxii
Obelus despreauxii é uma espécie de gastrópode da família Hygromiidae.
É endémica de Espanha.